# Les Sorcières d'Oz
Pour plus de détails, voir Fiche technique et Distribution.
Les Sorcières d'Oz est un film fantastique américain réalisé par Leigh Slawner, qui peut s'apparenter à une suite du Magicien d'Oz.

## Synopsis
Le film suit les exploits de la grande Dorothy Gale, désormais auteur à succès de livres pour enfants. Elle migre du Kansas à New York. Dorothy apprend rapidement que ses livres populaires sont basés sur des souvenirs d'enfance refoulés, et que les merveilles d'Oz sont entièrement réelles. Lorsque la Méchante Sorcière de l'Ouest apparaît dans Times Square, Dorothy doit trouver le courage intérieur de l'arrêter.

## Fiche technique
- Titre original : The Witches of Oz
- Réalisation : Leigh Slawner
- Scénario :
- Musique : Eliza Swenson
- Productions : Leigh Slawner, Eliza Swenson, Christopher Campbell
- Société de production : Palace/Imaginarium
- Sociétés de distribution : MarVista Entertainment (États-Unis)
- Budget : 2 900 000 de dollars[réf. nécessaire]
- Pays de production : États-Unis
- Langue : anglais
- Format : Couleurs
- Genre : Fantastique
- Date de sortie :
  - États-Unis : juillet 2011

## Distribution
Sauf indication contraire, les informations mentionnées dans cette section peuvent être confirmées par la base de données cinématographiques IMDb,  présente dans la section « Liens externes ».
- Paulie Redding (VF : Karine Foviau) : Dorothy Gale
- Eliza Swenson (VF : Chloé Berthier) : Billie Westbrook
- Billy Boyd (VF : Pierre Tessier) : Nick Chopper
- Lance Henriksen (VF : Philippe Dumond) : l'oncle Henry Gale
- Jeffrey Combs : Frank
- Ari Zigaris (VF : Laurent Mantel) : Allen
- Mia Sara : la princesse Langwidere
- Sean Astin (VF : Christophe Lemoine) : Frack
- Ethan Embry : Frick
- Noel Thurman : la bonne sorcière du nord
- Christopher Lloyd (VF : Benoît Allemane) : le Magicien d'Oz
- Sarah Lieving : la méchante sorcière de l'Est

## Production
- Le tournage du film a été fait entre décembre 2009 et février 2010 à Hartford, Norwalk, Bridgeport, Easton, Ridgefield dans le Connecticut, à Manhattan (New York), au Palace Digital Studios et au Connecticut Film Center.